# St. Annen (Burkhardtroda)

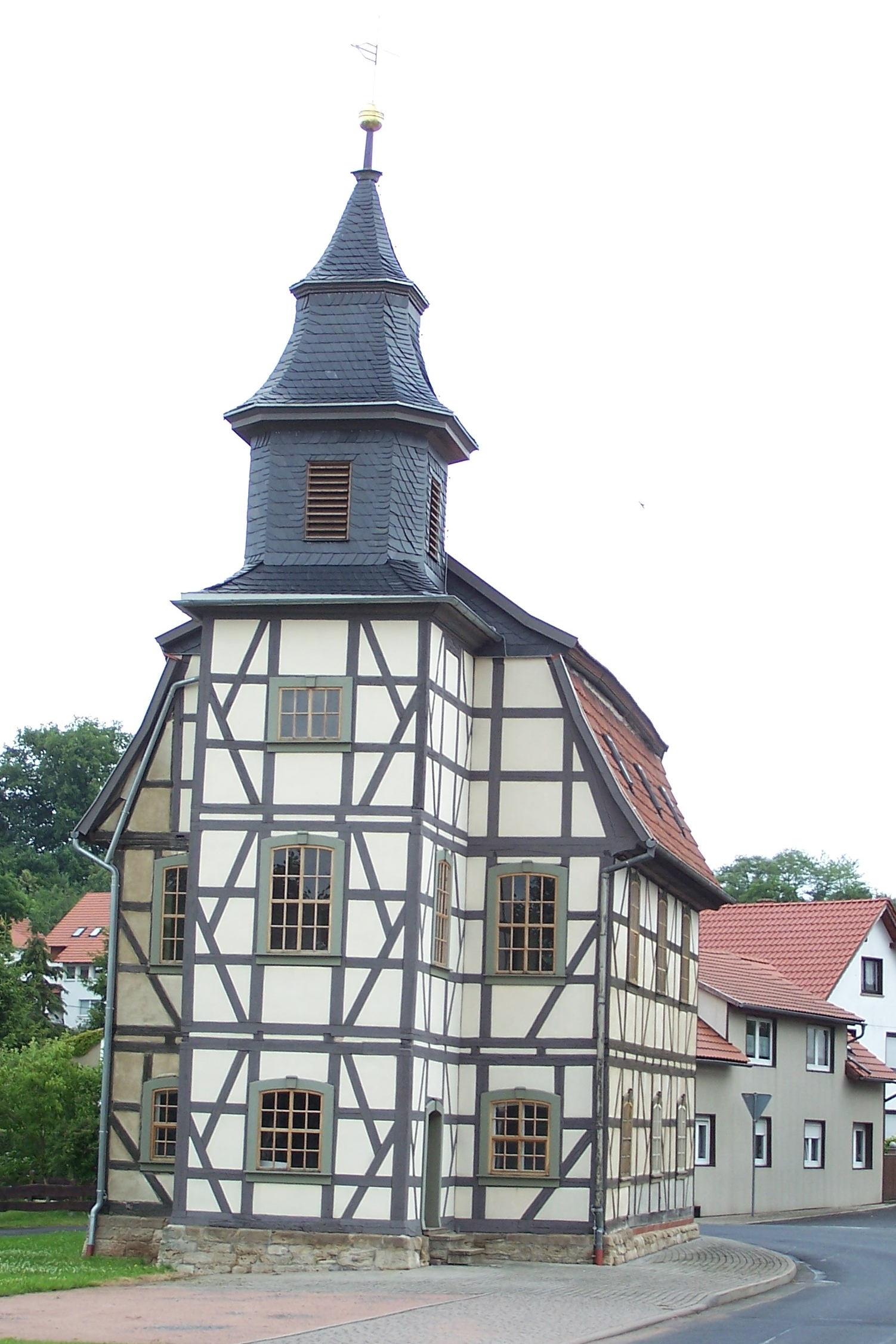
Die St.-Annen-Kirche im Jahr 2012

Die St.-Annen-Kirche ist die evangelische Kirche des Ortsteiles Burkhardtroda der Gemeinde Gerstungen im Wartburgkreis in Thüringen. Sie gehört zum Pfarrbereich Marksuhl-Eckardtshausen im Kirchenkreis Eisenach-Gerstungen der Evangelischen Kirche in Mitteldeutschland.

## Geschichte
Die Kirche wurde 1787 an einer Straßenbiegung in der Ortsmitte erbaut. Der klar gegliederte im Fachwerkbau steht auf einem Steinsockel. Alle Fenster haben einen flachen Bogen mit einem Schlussstein, auch die Türen und das Mansarddach weisen spätbarocke Merkmale auf. Der Turm ragt nur wenige Meter über das Kirchendach hinaus, sein beschieferter achteckiger Helm ist schwungvoll modelliert.
Die Inschrift an der kleinen Glocke der Kirche lautet „anno dm m d v (im Jahre des Herrn 1505) anna his ich, wohr haus gut, Burkhardtroda let ich“ (Anna heiß ich, bewahre das Haus gut, Burkhardtroda läute ich).
1957 erhielt die Kirche eine neue Inneneinrichtung, vom Kirchenschiff wurde ein Gemeinderaum abgetrennt. 2008 wurde der Kirchturm und ein Teil der Außenfassade saniert.